# Cheliferoides
Cheliferoides F. O. P.-Cambridge, 1901 è un genere di ragni appartenente alla famiglia Salticidae.

## Distribuzione
Le tre specie oggi note di questo genere sono diffuse nelle Americhe, nella zona compresa fra gli USA e Panama.

## Tassonomia
La C. longimanus da alcuni autori (Maddison e altri) è classificata come Bellota longimana, ma il trasferimento di genere non è stato ancora posto in essere.
A giugno 2011, si compone di tre specie:
- Cheliferoides longimanus Gertsch, 1936 — USA
- Cheliferoides planus Chickering, 1946 — Panama
- Cheliferoides segmentatus F. O. P.-Cambridge, 1901[2] — dagli USA al Guatemala